# أوفر ذا ليمت

## اوفر ذا ليميت
كان عرض مصارعة حرة ترفيهي عرض في 23 مايو 2010 في مدينة ديترويت في الولايات المتحدة الأمريكية هو عرض دفع للمشاهدة PPV وضم العديد من المباريات للمصارعين في الاتحاد حسب سيناريو العداوات في الاتحاد.

## المباريات
| 1 | جون سينا انتصر على باتيستا                             | مباراة ايكويت                                                                                     |  |  |
| 2 | ري ميستيريو انتصر على سي ام بانك                       | مباراة شعر - إذا خسر سي ام بنك يجب عليه ان يحلق شعره واذا خسر ري ينضم إلى فريق ستريت ايدج سوسايتي |  |  |
| 3 | بيغ شو انتصر على جاك سواجر                             | بطولة العالم للوزن الثقيل                                                                         |  |  |
| 4 | ايدج تعادل مع راندي اورتن (بسبب إصابة كتف راندي اورتن) | مبارات مباراة واحد ضد واحد أر تروث انتصر على تيد دبياسي الابن                                     |  |  |
|   |                                                        |                                                                                                   |  |  |